# Saint-Philibert (bateau)
Pour les articles homonymes, voir Saint-Philibert.
Le Saint-Philibert est un petit bateau de croisière et de promenade à vapeur, construit par les Chantiers Dubigeon de Nantes en 1923, pour la navigation côtière et dans l’estuaire de la Loire, dès la belle saison. Il a fait naufrage en juin 1931, avec plusieurs centaines de victimes, au retour d'une excursion jusque l'île de Noirmoutier.

## Navire
Le Saint-Philibert est un petit bateau de croisière et de promenade à vapeur, construit par les Chantiers Dubigeon de Nantes en 1923, pour la navigation côtière et dans l’estuaire de la Loire. Il fait 32 mètres de long, 6,40 mètres de large, 189 tonneaux, et a un tirant d'eau de 2,20 mètres. Ayant un faible tirant d'eau, il est adapté à la navigation dans l’estuaire de la Loire, dès la belle saison. Mais, par exception, avant la saison et par beau temps, il assure des excursions jusque l'île de Noirmoutier. Il appartient à la Compagnie nantaise de navigation à vapeur (CNNV).

## Naufrage de juin 1931
Le matin du dimanche 14 juin 1931, ce navire, affrété ce jour-là auprès de la CNNV par la société Les Loisirs, qui regroupe des membres de l'Union des coopérateurs de Loire-Inférieure, quitte le port de Nantes pour une excursion sur cette île de Noirmoutier. Un peu plus de cinq cents personnes, essentiellement des ouvriers et employés de Nantes et du département et leur famille, mais aussi de nombreux touristes admis au dernier moment, sont embarqués. 467 passagers sont contrôlés, mais dans les faits, ce sont 502 passagers qui montent à bord. Au maximum, le bateau peut accueillir 180 passagers de 1re classe et 320 de 2e classe. Le maximum est dépassé de quelques personnes, mais le temps semble beau, et la navigation océanique dans la baie de Bourgneuf est considérée comme facile. Sept hommes d'équipage, encadrés par le capitaine Ollive ce jour-là, veillent au bon déroulement des traversées. Le capitaine Francis Ollive est un retraité de 57 ans de la marine marchande qui a navigué pendant 40 ans, pilotant notamment des cargos en Amérique centrale.
L’aller se passe normalement et le Saint-Philibert accoste au port de l’Herbaudière, sur la pointe nord-ouest de Noirmoutier.
Lorsque le bateau doit appareiller pour le retour vers cinq heures du soir, les conditions météorologiques se sont par contre dégradées dans le courant de l’après-midi. Quarante-six excursionnistes choisissent de ne pas réembarquer, certains préfèrent rester la nuit sur l'île, d'autres revenir sur le continent par l'autocar qui emprunte le passage du Gois. Ceux qui, malgré tout, décident de rentrer par la voie maritime embarquent sur le Saint-Philibert qui doit désormais affronter une mer déchaînée.
La tempête, d’une force imprévisible, rend la navigation difficile. Le vapeur qui n’est pas conçu pour le gros temps, possède des canots de sauvetage en nombre réduit et n'est pas équipé de TSF. Les passagers qui ne disposent pas de gilets de sauvetage, groupés sur la partie haute du pont du navire ce qui amplifie son instabilité, se portent à tribord pour éviter les paquets de mer qui arrivent par bâbord, ce qui fait dangereusement gîter ce bateau à fond presque plat, adapté à la navigation dans un estuaire encombré de bancs de sable et de hauts fonds rocheux, mais peu stable sur une mer formée. Une vague, plus forte que les autres, le fait chavirer. Touché par la lame, il se retourne et sombre presque immédiatement au large de la pointe Saint-Gildas, près de la bouée du Châtelier, face au courant du jusant qui vient de l'estuaire.

## Secours et victimes
Des remorqueurs venus de Saint-Nazaire, le Pornic puis le Saint-Georges et le canot de sauvetage de l'Herbaudière arrivent sur le lieu du naufrage et recherchent des survivants. Mais seuls huit hommes, sept Français et un Autrichien, sont rescapés. Plus de deux cents corps s'échouent les jours suivants sur le rivage, suivis de nombreux autres pendant des mois. Certains corps n'ont jamais été retrouvés.

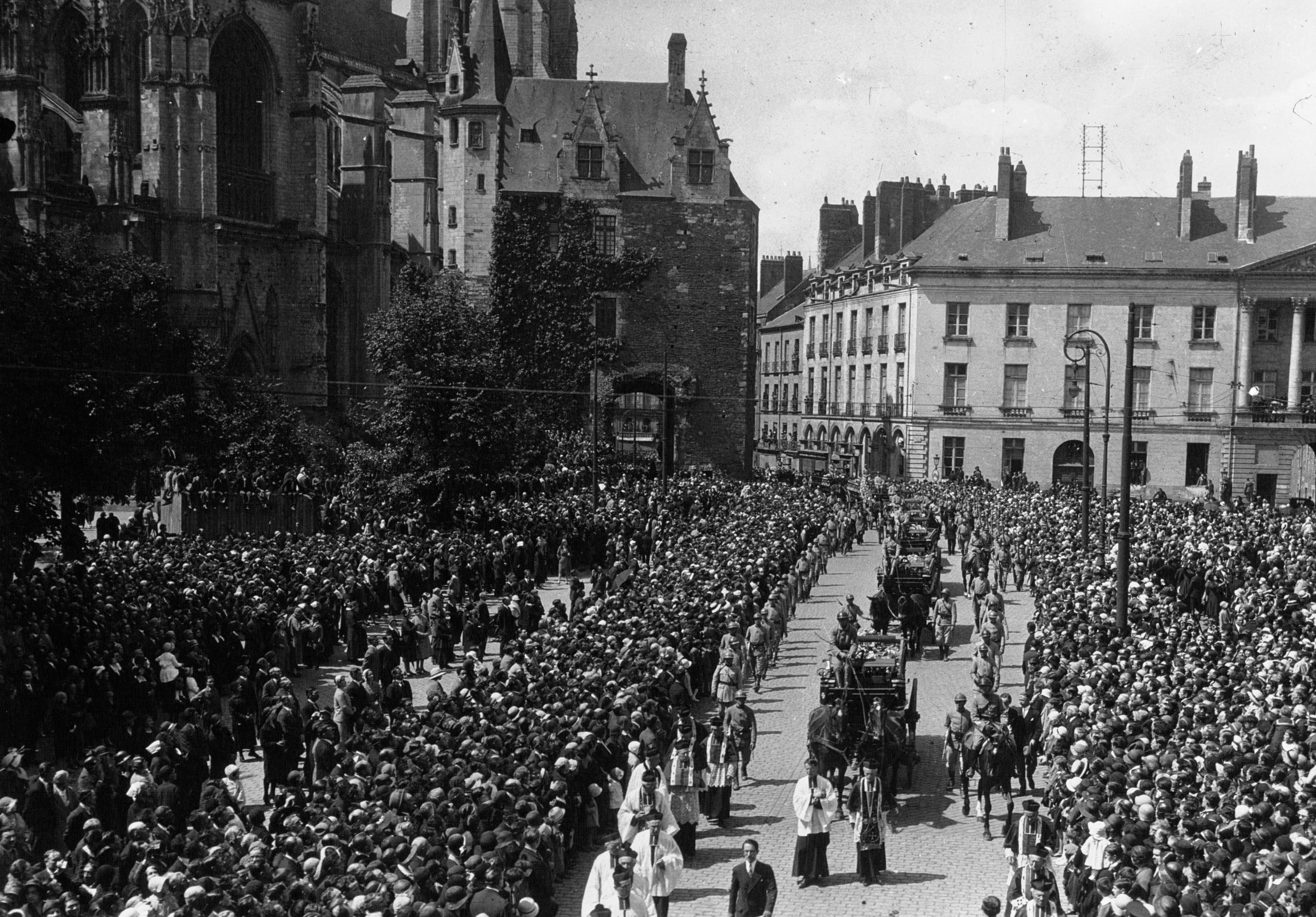
Obsèques des premières victimes à Nantes le 18/6/1931-.

Les 54 victimes nantaises n'ayant pas bénéficié d'une sépulture de la part de leurs proches sont inhumées par la mairie de Nantes dans le cimetière La Bouteillerie, puis sont transférées au cimetière Saint-Jacques quelques années plus tard, lorsqu'un monument citant les noms des victimes disparues lors du naufrage y est érigé.
Au total, avec l'équipage (dont le capitaine qui décède aussi dans le naufrage), ce drame fait entre 450 et 500 victimes.

## Réactions au drame
L'émotion est considérable. Le 18 juin 1931, une foule immense accompagne les premières victimes quand elles sont inhumées à Nantes en présence du maire Léopold Cassegrain, du ministre de la Marine marchande Louis de Chappedelaine et du ministre des Affaires étrangères et député de la Loire-Inférieure Aristide Briand. Cet événement touche durement la basse-Loire industrielle et ouvrière, îlot d'implantation de la gauche laïque au sein d'une France de l'ouest encore largement traditionnelle et chrétienne.
La période, troublée sur le plan politique et social, est le terreau favorable à des polémiques et allégations malveillantes, qui éclatent dès la fin des obsèques, et qui d'abord locales trouvent une audience sur le plan national. De plus, le jour de l'excursion, le 14 juin, est aussi cette annèe-là celui de la Fête-Dieu. La municipalité nantaise avait interdit les processions, mais l'arrêté municipal avait été cassé  par le Conseil d'État. Une partie des milieux d'extrême-droite, conservateurs ou cléricaux, appuyés par leur presse, cherchent à discréditer les victimes, souvent socialistes ou syndicalistes. Des rumeurs parlent d'alcool, de désordres et de violences à bord, ce qui n'était pas fondé. Mais la participation aux processions était incompatible avec la participation à l'excursion : certains bulletins paroissiaux voient le « doigt de Dieu » dans ce drame.
Une autre conséquence de la tragédie est la défiance d'une partie de la population de la région envers les poissons et crustacés de la région soupçonnés par elle d'avoir été contaminés par les restes des naufragés, ce qui a des conséquences importantes, pendant même plusieurs années, sur l'économie locale de la pêche. La crainte d'épidémie à cause des cadavres amenés sur les plages affecte aussi à l'époque le tourisme,.

## Procès
Un procès a lieu en 1933. Les compagnies maritimes concernées menacent de licencier si elles sont condamnées. Les familles des victimes sont déboutées, et même condamnées aux dépens, et les armateurs affranchis de toute responsabilité dans ce naufrage : en conclusion pour le tribunal, c'est la faute du vent et de la mer, et c'est un « fait de mer ».

## Deuxième carrière

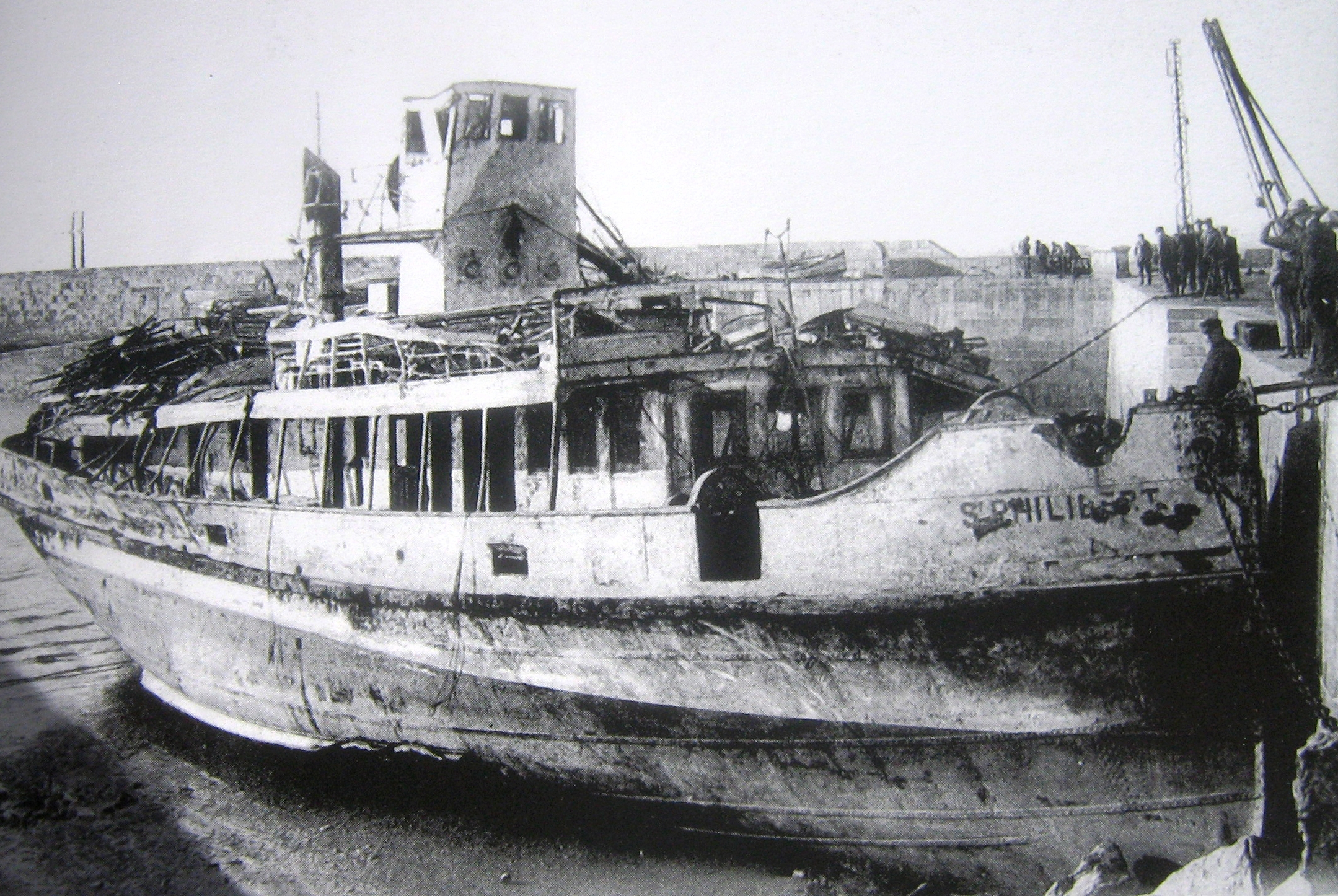
Le Saint-Philibert renfloué

Renfloué dès août 1931 par une compagnie allemande, le Saint-Philibert est transformé en navire de charge et plusieurs fois rebaptisé. il prend notamment les noms de Les Casquets, le Saint-Efflam avant de finir sa carrière sous le nom de Côte-d'Amour. Il est désarmé en 1976, puis vendu à un ferrailleur et démoli en 1979.

## Hommage
Le 30 novembre 1936, le conseil municipal de Nantes rend hommage aux victimes du naufrage en donnant le nom de « place du Saint-Philibert » à l'ancienne « place de la Paix », située au croisement des rues Gaston-Veil et Bias, non loin du quai d'embarquement du navire. À la suite de l'aménagement de ces voies, elle disparait en tant que telle puisqu’elle ne figure ni dans la base de données des voies de Nantes Métropole ni au cadastre, et aucune plaque ne la signale sur place.